# روکرس
روکرس (به آلمانی: Rückers) یک منطقهٔ مسکونی در آلمان است که در فلیدن واقع شده‌است. روکرس ۱٬۹۱۰ نفر جمعیت دارد.